# 1 mars
1 mars är den 60:e dagen på året i den gregorianska kalendern (61:a under skottår). Det återstår 305 dagar av året.

## Återkommande bemärkelsedagar

### Nationaldagar
- Wales: Saint David's Day (inofficiell nationaldag till minne av landets skyddshelgon Sankt Davids död 589)

### Helgdagar
- Bulgarien och delar av  Ungern: Baba martadagen (firande av vårens ankomst)

## Namnsdagar

### I den svenska almanackan
- Nuvarande – Albin och Elvira
- Föregående i bokstavsordning
  - Alba – Namnet infördes på dagens datum 1986, men utgick 1993.
  - Alban – Namnet infördes, liksom Alba, på dagens datum 1986 och utgick, precis som Alba, 1993.
  - Albin – Namnet infördes på dagens datum 1830, då det ersatte den äldre namnformen Albinus, och har funnits där sedan dess.
  - Albinus – Namnet fanns, till minne av den franske biskopen Albinus av Angers (död 459) på dagens datum fram till 1830, då det utgick och ersattes av den modernare namnformen Albin.
  - Elvira – Namnet infördes 1986 på 30 juni. 1993 flyttades det till 10 maj och 2001 till dagens datum.
  - Inez – Namnet infördes 1986 på 12 oktober, men flyttades 1993 till dagens datum och 2001 till 6 augusti.
- Föregående i kronologisk ordning
  - Före 1830 – Albinus
  - 1830–1900 – Albin
  - 1901–1985 – Albin
  - 1986–1992 – Albin, Alba och Alban
  - 1993–2000 – Albin och Inez
  - Från 2001 – Albin och Elvira
- Källor
  - Brylla, Eva (red.): Namnlängdsboken, Norstedts ordbok, Stockholm, 2000. ISBN 91-7227-204-X
  - af Klintberg, Bengt: Namnen i almanackan, Norstedts ordbok, Stockholm, 2001. ISBN 91-7227-292-9

### Finlandssvenska almanackan
- Nuvarande från 1929[1] – Albin
- I föregående revideringar[a][2]
  - inga ändringar sedan 1929

## Händelser
- 293 – De romerska kejsarna Diocletianus och Maximianus utnämner Constantius I Chlorus och Galerius till caesarer, vilket blir inledningen på den så kallade tetrarkin inom det romerska kejsardömet.
- 492 – Sedan Felix III har avlidit samma dag väljs Gelasius I till påve.
- 705 – Sedan Johannes VI har avlidit den 11 januari väljs Johannes VII till påve.[3]
- 1561 – Kullens fyr tänds för första gången, efter att byggnationen har beordrats av kung Fredrik II av Danmark. Fyren är av typen papegojfyr.
- 1593 – Den svenske rikskanslern Nils Göransson Gyllenstierna öppnar ett kyrkomöte i Uppsala, vilket numera anses som den svenska kyrkans viktigaste. Den 5 mars har mötet enats om att Sverige ska vara en luthersk stat och att den augsburgska bekännelsen från 1530 ska vara kyrkans bekännelsegrund, vilket den är än idag (2025).
- 1803 – Ohio blir den 17:e delstaten som upptas i den amerikanska unionen.[4]
- 1848 – Marsrevolutionen bryter ut i Tyskland.
- 1867 – Nebraska blir den 37:e delstaten som upptas i den amerikanska unionen.[5]
- 1872 – Området Yellowstone som ligger i Klippiga bergen i de amerikanska delstaterna Idaho, Montana och Wyoming blir världens första nationalpark. Syftet är att områdets unika natur ska skyddas mot exploatering.
- 1912 – Albert Berry utför det första fallskärmshoppet från ett flygande flygplan i USA nära St. Louis i Missouri. Den nu 33-årige Berry har hoppat från varmluftsballonger sedan han var 16, men redan i sitt andra hopp från ett flygplan en dryg vecka senare omkommer han. Världens första hopp från ett flygplan har gjorts året före och även om det sker flera dödsolyckor under experimenterandet med fallskärmar får de under det snart utbrutna första världskriget stor betydelse för piloternas överlevnad, när deras flygplan blir nedskjutna.
- 1929 – Den första och enda bensinspårvagnen i Stockholm, vilken har varit i bruk sedan 1925, tas ur trafik. Den har gått över Gärdet, där man inte har fått sätta upp någon kontaktledning, eftersom man har använt det som reservflygfält.
- 1932 – Den amerikanske flygaren och författaren Charles Lindberghs ett och ett halvt-årige son Charles Jr. blir kidnappad. Trots att en lösensumma begärs och trots föräldrarnas vädjan hittas pojken den 12 maj mördad i ett dike inte långt från Lindberghs hem. 1935 grips snickaren Bruno Hauptmann, som året därpå döms skyldig till brottet och avrättas. På senare tid har det dock ifrågasatts om Hauptmann verkligen var kidnapparen.
- 1953 – Den svenske skidåkaren Nils "Mora-Nisse" Karlsson vinner Vasaloppet för nionde och sista gången. Än i dag (2025) är hans rekord på nio vasaloppssegrar oöverträffat.
- 1989 – Tillverkning och försäljning av öl blir tillåtet på Island efter att det har rått förbud mot drycken i flera decennier.
- 2002 – Rymdfärjan Columbia skjuts upp på uppdrag STS-109.[6]
- 2007 – Sedan en domstol i oktober året före har beslutat att de ungdomar, som ockuperar Ungdomshuset på Nørrebro i Köpenhamn, ska lämna huset, stormas det vid sjutiden på morgonen denna dag av polisen. Totalt grips 219 personer och byggnaden töms. Detta följs av flera dagars kravaller och protester, men den 5 mars börjar man riva huset.

## Födda
- 1445 – Sandro Botticelli, italiensk målare
- 1683 – Caroline av Ansbach, Storbritanniens drottning (gift med Georg II)
- 1757 – Étienne Pierre Ventenat, fransk botaniker
- 1759 – Carl Pontus Gahn, svensk militär
- 1810 – Frédéric Chopin, polsk-fransk kompositör och pianist
- 1815 – Benjamin F. Conley, amerikansk republikansk politiker och affärsman, guvernör i Georgia
- 1818 – Julius Günther, svensk operasångare, sångpedagog och kördirigent
- 1825 – Curry Treffenberg, svensk riksdagsman, landshövding i Västernorrlands län och i Kopparbergs län
- 1832 – Ludwig Franzius, tysk vattenbyggnadsingenjör
- 1835 – Matthias Joseph Scheeben, tysk katolsk teolog
- 1838 – Gabriele Possenti, italiensk passionistbroder och helgon
- 1841 – Blanche Bruce, amerikansk republikansk politiker, senator för Mississippi
- 1855 – Adolfo Apolloni, italiensk skulptör
- 1875 – Hugo Lundström, svensk skådespelare
- 1882 – Edvard Johanson, svensk fackföreningsman, LO:s ordförande 1930–1936
- 1884 – Harry Bergvall, svensk skådespelare och teaterdirektör
- 1886 – Oskar Kokoschka, österrikisk expressionistisk målare
- 1889 – Einar Vaage, norsk skådespelare
- 1893 – Gösta Ström, svensk skådespelare och inspicient
- 1896
  - Eric von Gegerfelt, svensk skådespelare
  - Sonja Looft, svensk skådespelare
- 1897 – Shoghi Effendi, bahá'í-trons beskyddare
- 1899 – Erich von dem Bach-Zelewski, tysk SS-officer
- 1900 – Ernst Alm, svensk längdskidåkare, segrare i det första Vasaloppet
- 1904 – Glenn Miller, amerikansk trombonist, jazzmusiker och orkesterledare
- 1910
  - Archer Martin, brittisk kemist, mottagare av Nobelpriset i kemi 1952
  - David Niven, brittisk skådespelare
  - Gunnar Nybrant, svensk hydrolog och direktör
- 1914 – Ralph Ellison, amerikansk författare
- 1918 – Else Fisher, svensk regissör och skådespelare
- 1920 – Bo Teddy Ladberg, svensk redaktör, programledare och musikradioproducent
- 1922 – Yitzhak Rabin, israelisk politiker, Israels premiärminister, mottagare av Nobels fredspris 1994
- 1925 – Majlis Granlund, finlandssvensk skådespelare
- 1927 – Harry Belafonte, amerikansk sångare
- 1935 – Lars Lidberg, svensk psykiater och professor i rättspsykiatri
- 1937 – Stig Bergling, svensk polis, reservofficer och spion
- 1939
  - Leo Brouwer, kubansk tonsättare och dirigent
  - Don Talbert, amerikansk utövare av amerikansk fotboll
- 1941 – László Felkai, ungersk vattenpolospelare
- 1942 – Richard B. Myers, amerikansk flygvapengeneral, USA:s försvarschef
- 1944 – Roger Daltrey, brittisk musiker, sångare i gruppen The Who
- 1945 – Svenne Hedlund, svensk sångare, artist, medlem i grupperna Hep Stars och Svenne & Lotta
- 1949 – Tomas Laustiola, svensk skådespelare, regissör och alkoholterapeut
- 1952 – Roy Marten, indonesisk skådespelare
- 1954 – Ron Howard, amerikansk skådespelare, regissör och filmproducent
- 1955 – Denis Mukwege, kongolesisk chefskirurg, mottagare av Nobels fredspris 2018
- 1956 – Dalia Grybauskaitė, litauisk politiker, president 2009–2019
- 1958 – Nik Kershaw, brittisk sångare
- 1962 – Peter Malmsjö, svensk skådespelare
- 1963
  - Thomas Anders, tysk sångare
  - Magnus Svensson, svensk ishockeyspelare, kopia av Svenska Dagbladets guldmedalj 1987
- 1967
  - Niclas Abrahamsson, svensk regissör, skådespelare och vissångare
  - George Eads, amerikansk skådespelare
- 1969 – Javier Bardem, spansk skådespelare
- 1971
  - Tyler Hamilton, amerikansk tävlingscyklist
  - Allen Johnson, amerikansk friidrottare
- 1977 – Coralie Simmons, amerikansk vattenpolospelare
- 1978
  - Jensen Ackles, amerikansk skådespelare
  - Marcus Nilson, svensk ishockeyspelare
- 1979 – Mustafa Mohamed, svensk friidrottare
- 1981 – Ana Hickmann, brasiliansk supermodell
- 1984 – Naima Mora, amerikansk fotomodell och dokusåpadeltagare
- 1987 – Kesha Sebert, amerikansk artist och låtskrivare med artistnamnet Ke$ha
- 1988 – Trevor Cahill, amerikansk basebollspelare
- 1989 – Carlos Vela, mexikansk fotbollsspelare
- 1990 – Harry Eden, brittisk skådespelare
- 1994 – Justin Bieber, kanadensisk sångare

## Avlidna
- 492 – Felix III, påve sedan 483, helgon
- 965 – Leo VIII, motpåve 963–964 och påve sedan 964
- 1510 – Francisco de Almeida, omkring 60, portugisisk militär och upptäcktsresande
- 1792 – Leopold II, 44, storhertig av Toscana 1765–1790, tysk-romersk kejsare och kung av Ungern sedan 1790 och kung av Böhmen sedan 1791
- 1815 – Giovanni Bertati, 79, italiensk librettist
- 1868 – Herman Wilhelm Bissen, 69, dansk skulptör
- 1871
  - Johan Henrik Nebelong, 53, dansk arkitekt
  - Pepita de Oliva (även känd som Josefa de la Oliva), 41, spansk balettdansare
- 1877 – Jack McCall, omkring 24, amerikansk revolverman, Wild Bill Hickoks mördare (avrättad)
- 1898 – George Bruce Malleson, 72, anglo-indisk militär och historiker
- 1899 – Philip W. McKinney, 66, amerikansk demokratisk politiker, guvernör i Virginia 1890–1894
- 1905
  - Eugène Guillaume, 82, fransk skulptör
  - Edward O. Wolcott, 56, amerikansk republikansk politiker, senator för Colorado 1889–1901
- 1911 – Jacobus van ’t Hoff, 58, nederländsk kemist och fysiker, mottagare av Nobelpriset i kemi 1901
- 1912 – Ludvig Holstein-Ledreborg, 72, dansk politiker, konseljpresident 1909
- 1914 – Tor Aulin, 47, svensk violinist, dirigent och kompositör
- 1938 – Gabriele D’Annunzio, 74, italiensk författare
- 1958 – Lawrence C. Phipps, 95, amerikansk republikansk politiker och affärsman, senator för Colorado 1919–1931
- 1960 – Hakon Swenson, 76, svensk affärsman, grundare av Hakonbolaget i Västerås och initiativtagare till att Hakonbolaget och tre andra inköpscentraler skulle samarbeta inom Ica
- 1970
  - Lucille Hegamin, 75, amerikansk bluessångare
  - Sven Nilsson, 71, svensk skådespelare och basoperasångare
- 1971 – Clayton Rawson, 64, amerikansk deckarförfattare och illusionist
- 1975 – Björn Forsell, 59, svensk skådespelare och operasångare
- 1978 – Paul Scott, 57, brittisk författare och poet
- 1979 – Dolores Costello, 75, amerikansk skådespelare
- 1982 – Harry Kullman, 63, svensk författare
- 1984 – Jackie Coogan, 69, amerikansk skådespelare
- 1992 – Pierre Maudru, 99, fransk manusförfattare och regissör
- 1995 – Georges J.F. Köhler, 48, tysk biolog, mottagare av Nobelpriset i fysiologi eller medicin 1984
- 2002 – C. Farris Bryant, 87, amerikansk demokratisk politiker, guvernör i Florida 1961–1965
- 2005 – Jack Wild, 52, brittisk skådespelare
- 2006 – Jenny Tamburi, 53, italiensk skådespelare
- 2007
  - Otto Brandenburg, 72, dansk sångare och skådespelare
  - John Ivar Deckner, 86, svensk dansare, balettmästare och koreograf
- 2008 – Raúl Reyes, 59, colombiansk revolutionär, FARCgerillans näst högste befälhavare
- 2010 – Emil Forselius, 35, svensk skådespelare
- 2011
  - John M. Lounge, 64, amerikansk astronaut
  - Anne-Margret Warberg, 81, svensk vissångare och viskompositör
- 2012 – Lucio Dalla, 68, italiensk sångare, låtskrivare och skådespelare
- 2013 – Sonja Martinsson, 79, svensk sångare i trion Göingeflickorna
- 2014
  - Eckart Höfling, 77, tysk romersk-katolsk präst aktiv inom humanitärt arbete i Brasilien
  - Alain Resnais, 91, fransk filmregissör
  - John Wilkinson, 73, brittisk parlamentsledamot för Konservativa partiet
- 2015
  - Carel Visser, 86, nederländsk skulptör
  - Wolfram Wuttke, 53, tysk (västtysk) fotbollsspelare
- 2016 – Sven Olving, 87, svensk rektor på Chalmers tekniska högskola
- 2019 – Zjores Alfjorov, 88, rysk fysiker, mottagare av Nobelpriset i fysik 2000
- 2020 – Ernesto Cardenal, 95, nicaraguansk präst och författare
- 2023 – Just Fontaine, 89, fransk fotbollsspelare
- 2024 – Akira Toriyama, 68, japansk mangatecknare